# Danh sách trò chơi Hugo
Nhượng quyền truyền thông Hugo bao gồm nhiều trò chơi điện tử dựa trên hoặc lấy cảm hứng từ trò chơi truyền hình tương tác cùng tên ban đầu được phát triển bởi Đan Mạch ITE Media của Đan Mạch. Hàng chục trò chơi thuộc nhiều thể loại khác nhau đã được phát hành quốc tế trên nhiều nền tảng khác nhau kể từ năm 1990 và đã bán được hơn 10 triệu bản tính đến năm 2008.

## DòngHugocổ điển
Từ năm 1992 đến năm 2000, ITE Media đã chuyển thể chương trình truyền hình cổ điển Hugo của họ thành hàng chục bộ sưu tập các kịch bản khác nhau cho một số nền tảng máy tính và console. Chúng cũng được sắp xếp lại cho một số bản tái phát hành Classic Hugo trong những năm 2000.

## DòngHugo: Jungle Island
Một số trò chơi điện tử chuyển thể từ trò chơi truyền hình cùng tên đã được ITE Media phát triển và phát hành vào đầu những năm 2000.

## DòngAgent Hugo
Loạt trò chơi Agent Hugo là phần khởi động lại theo chủ đề nhại lại James Bond của loạt Hugo do ITE Media phát triển và phát hành. Bản gốc Agent Hugo chỉ được phát hành ở Châu Âu vào năm 2005, tiếp theo là Agent Hugo: Roborumble (2006), Agent Hugo: Lemoon Twist (2007) và Agent Hugo: Hula Holiday (2008). Không giống như các trò chơi Hugo cổ điển, các trò chơi trong loạt này không phải là sự tổng hợp các kịch bản đơn giản từ chương trình truyền hình mà là các trò chơi hành động bắn súng góc nhìn người thứ ba hoàn chỉnh tương tự như một số trò chơi Hugo độc lập trước đó.
| Tiêu đề                                                                                               | Chi tiết |
| --- | --- |
| Agent Hugo Ngày phát hành đầu tiên: - EU: Tháng 10 năm 2005                                           | Năm phát hành của hệ thống : 2005 – Windows, PlayStation 2                                                                                              |
| Agent Hugo Ngày phát hành đầu tiên: - EU: Tháng 10 năm 2005                                           | Chú thích: - Được phát triển và phát hành bởi ITE Media - Dự kiến cũng sẽ được phát hành trên GameCube nhưng sau đó đã bị hủy bỏ                        |
| Agent Hugo: Roborumble Ngày phát hành đầu tiên: - EU: 6 tháng 10 năm 2006 - EU: 2 tháng 4 năm 2007    | Năm phát hành của hệ thống : 2006 – Windows, PlayStation 2, Điện thoại di động 2007 – Game Boy Advance                                                  |
| Agent Hugo: Roborumble Ngày phát hành đầu tiên: - EU: 6 tháng 10 năm 2006 - EU: 2 tháng 4 năm 2007    | Chú thích: - Được phát triển bởi ITE Media cho PlayStation 2 và bởi Program-Ace cho Game Boy Advance. Được phát hành trên cả hai nền tảng bởi ITE Media |
| Agent Hugo: Lemoon Twist Ngày phát hành đầu tiên: - EU: 5 tháng 11 năm 2007 - EU: 29 tháng 5 năm 2008 | Năm phát hành của hệ thống : 2007 – Windows, PlayStation 2 2008 – Wii                                                                                   |
| Agent Hugo: Lemoon Twist Ngày phát hành đầu tiên: - EU: 5 tháng 11 năm 2007 - EU: 29 tháng 5 năm 2008 | Chú thích: - Được phát triển bởi Coyote Console và được phát hành bởi ITE Media                                                                         |
| Agent Hugo: Hula Holiday Ngày phát hành đầu tiên: - EU: 6 tháng 12 năm 2008                           | Năm phát hành của hệ thống : 2008 – Windows, PlayStation 2, Wii                                                                                         |
| Agent Hugo: Hula Holiday Ngày phát hành đầu tiên: - EU: 6 tháng 12 năm 2008                           | Chú thích: - Được phát triển bởi Attractive Games và được phát hành bởi NDS Software                                                                    |

## Các trò chơi Hugo khác của ITE

### Skærmtrolden Hugo
Trò chơi Hugo đầu tiên dựa trên chương trình truyền hình gốc Hugo Eleva2ren được phát triển bởi Thomas Villadsen và Uffe Jakobsen cho SilverRock Productions (sau này là Interactive Television Entertainment và ITE Media). Skærmtrolden Hugo ban đầu được phát hành cho máy tính Commodore 64 và Amiga trước Giáng sinh năm 1990 và trên toàn thế giới (như  Hugo  trong phiên bản tiếng Anh) vào năm 1991, và sau đó được chuyển sang PC DOS ngay sau đó. Trò chơi diễn ra tại một mỏ vàng cũ đầy rẫy những nguy hiểm, mà Hugo phải điều hướng để tìm phòng chứa kho báu. Cơ chế chơi của Skærmtrolden Hugo rất đơn giản và việc hoàn thành toàn bộ trò chơi có thể mất chưa đầy mười phút. Skærmtrolden Hugo đã trở thành trò chơi bán chạy nhất ở Đan Mạch với 30.000 bản được bán ra trong chiến dịch Giáng sinh.

### Hugo: Winter Games
Một bộ sưu tập các trò chơi nhỏ có chủ đề Giáng sinh được xuất bản năm 1997 cho PC.  Còn được gọi là Hugo: PC Calendar hoặc Chirstmas CD-ROM, Trò chơi ban đầu được phát hành ở Đan Mạch với tên gọi Hugo i Sneen (Hugo in the Snow). Trong đó, Scylla đã đặt một lời nguyền lên Làng Giáng sinh của ông già Noel và người duy nhất có thể ngăn cản lời nguyền này là Hugo. Bằng cách hoàn thành 24 trò chơi nhỏ khác nhau đại diện cho mỗi ngày của tháng 12 trước đêm Giáng sinh, tên quỷ lùn phải hóa giải bùa chú của Scylla và cuối cùng đối đầu và đóng băng cô ta.

### Hugo Saves Christmas
Một bộ sưu tập các trò chơi nhỏ có chủ đề Giáng sinh được xuất bản cho PC vào năm 1998. Trong trò chơi, Hugo lại đến để ngăn chặn âm mưu mới nhất của Scylla nhằm phá hoại đêm Giáng sinh của trẻ em khắp nơi. Lần này, anh phải giải cứu ông già Noel khỏi bị giam cầm trong nơi ở của chính Scylla, Lâu đài Đầu lâu, và giành lại toàn bộ nơi này cho ông già Noel bằng cách thay thế chủ đề đen tối của nó bằng đồ trang trí Giáng sinh và cuối cùng đánh bại Scylla. Còn được gọi là  Hugo: PC Calendar, trò chơi được phát hành ở Đan Mạch với tên gọi  Hugo Redder Julen , ở Đức với tên  Hugo rettet das Weihnachtsfest , ở Argentina với tên  Hugo salva la Navidad  và ở Nga với tên  Кузя спасает Рождество.  Đã được phát hành lại như một phần của Trollbox 1 (đi kèm cùng với Hugo 5 và Stinky & Biber) vào năm 2000.

### Hugo: The Magic Oak
Một bộ sưu tập các minigame về giáo dục được phát hành cho PC vào năm 1999. Đây là trò chơi đầu tiên có sự tham gia của con trai sơ sinh của Hugo là Rat trong vai nhân vật chính khi phép thuật của Scylla đưa cậu vào sâu trong Rừng Quỷ, từ đó người chơi phải hướng dẫn cậu trở về với gia đình. Nó còn được gọi là Hugo: Learn & Play, cũng tương tự như Hugo: The Enchanted Egg ở Đan Mạch, Hugo: Tajemný Les ở Cộng hòa Séc, Hugo: Taikatammi ở Phần Lan, Hugo: The Magic Oak ở Argentina, Hugo: Die Zaubereiche ở Đức, Hugo: Zaczarrowany Dąb ở Ba Lan, Hugo: The Magic Monkey ở Thổ Nhĩ Kỳ và Кузя и его друзья: Волшебное дерево ở Nga.

### Scylla's Revenge
Trong bộ sưu tập minigame trên PC này, mụ phù thủy đáng ghét Scylla đã trở lại một lần nữa trong bối cảnh Giáng sinh, nhưng lần này, mụ cố gắng loại bỏ ông già Noel và tất cả các yêu tinh mãi mãi. Cô sử dụng một câu thần chú độc ác nhốt tất cả họ trong những khối băng và giờ họ có nguy cơ bị đóng băng bên trong trừ khi Hugo có thể cứu họ kịp thời. Trò chơi được phát hành ở Đan Mạch với tên gọi Hugo: Afskylias Hævn, và cũng được phát hành ở Đức với tên gọi  Hugo Wintergames 3 , ở Ba Lan với tên  Hugo: Christmas Adventure , và ở Nga với tên  Кузя: Новый год ( Kuzya/Hugo: New Year ).

### Hugo in the Hut
Một trò chơi năm 2000 cho PC.

### Hugo: New Year
Ban đầu có tựa đề Kuzya: New Year, trò chơi điện tử nền tảng 2D của Nga dành cho Windows này được ITE và MediaHouse phát hành vào năm 2001.

### Hugo: The Bewitched Rollercoaster
Trong bộ sưu tập minigame trên PC năm 2001 này, Scylla đã phá hủy nguồn điện tại công viên giải trí nhằm phá hỏng khoảng thời gian vui vẻ của bọn trẻ. Con trai của Hugo, Rat và con ruồi Buzzy bắt tay vào một cuộc tìm kiếm xuyên thời gian và không gian (bao gồm Ai Cập cổ đại, miền Tây hoang dã, thời kỳ đồ đá, thời Trung cổ và La Mã cổ đại) để tìm những món đồ có thể giúp họ sửa chữa tàu lượn siêu tốc và giúp Hugo trả thù Scylla. Có tựa đề là Hugo: Den Forheksede Rutschebane / Hugo: Leg Og Lær 3 ở Đan Mạch, Hugo: Taikavuoristorata ở Phần Lan, Hugo: Die verhexte Achterbahn ở Đức,   Hugo: Zaklęta Kolejka ở Ba Lan và Кузька: Путешественник во времени (Kuzya/Hugo: Người du hành thời gian) ở Nga.

### Hugo: The Magic Journey
Trong trò chơi giáo dục PC năm 2001 này, con gái của Hugo thực hiện hành trình tìm kiếm kho báu mà tổ tiên cô đã đánh mất khi họ bị Scylla tấn công nhiều thế kỷ trước. Nó có tựa đề là Hugo: Den Magiske Rejse/Hugo: Leg Og Lær 2 ở Đan Mạch, Hugo: Cesta kolem světa (Around the World) ở Séc, Hugo: Fantastische Welt ở Đức,  Hugo Taikamatka  ở Phần Lan,  Hugo: Magiczna podróż  ở Ba Lan,  Hugo Sihirli Yolculuk  ở Thổ Nhĩ Kỳ và Кузя и его друзья: Большое путешествие (Kuzya/Hugo and His Fiends: A Great Trip) ở Nga. Trò chơi bị một số người ở Thổ Nhĩ Kỳ coi là tai tiếng do nó mô tả đất nước này.

### Hugo: The Secrets of the Forest
Trong trò chơi giáo dục trên PC năm 2002 tổng hợp 8 minigame, Scylla biến một lớp trẻ em thỏ thành đá trong khi cô tìm kiếm trong rừng một loại nấm quý hiếm mà cô cần cho phép thuật của mình. Sử dụng cuộn giấy mà Scylla đánh rơi, con gái của Hugo là Ruth cần thu thập các nguyên liệu để tạo ra thuốc giải độc cho bùa chú tà ác. Nó cũng có tựa đề là Hugo: Den Magiske Trylledrik/Hugo: Leg Og Lær 4 ở Đan Mạch, Hugo Taikajuoma ở Phần Lan, Hugo: Der magische Zaubertrank ở Đức,  Hugo: Magiczny napój ở Ba Lan, Hugo: Ormanın Büyüsü ở Thổ Nhĩ Kỳ và Magiczny Elixir ở Nga.

### Hugo: The Forces of Nature
Một trò chơi giáo dục được phát hành cho PC vào năm 2002. Trong trò chơi này, Scylla đã rời khỏi hang ổ của mình để đến đại hội các phù thủy, để lại Don Croco một mình với cuốn sách bùa chú của mình. Kết quả là phép thuật bùng phát gây ra hàng loạt thảm họa thiên nhiên trên hòn đảo nơi người Kikurian sinh sống. Hugo phải đứng lên chống lại các thế lực tự nhiên và cuối cùng là chiến đấu với Scylla đang quay trở lại. Có tựa đề Hugo: Naturens Kræfter/Hugo: Leg Og Lær 6 ở Đan Mạch, Hugo: Sila prírody ở Cộng hòa Séc,  Hugo ja luonnonvoimat  ở Phần Lan,  Hugo im Bann der Element ở Đức, Hugo: Naturkrafterna ở Ba Lan, Hugo: Naturkrafterna ở Thụy Điển, Hugo: Doğanın Güçleri ở Thổ Nhĩ Kỳ và Силы природы ở Nga.

### Hugo: Heroes of the Savannah
Một trò chơi giáo dục năm 2002 dành cho PC.

### Hugo and the Animals of the Ocean
Một trò chơi giáo dục năm 2002 dành cho PC.

### Hugo in Space
Trong trò chơi PC mang tính giáo dục năm 2002 này, Scylla và đội quân tay sai của cô du hành vào vũ trụ để tìm kiếm một tiểu hành tinh nằm ở phía bên kia của Sao Diêm Vương. Lõi của nó bao gồm toàn bộ những viên kim cương đen quý hiếm sẽ khiến cô mạnh mẽ hơn vô cùng và biến tất cả các sinh vật trong rừng quỷ lùn thành nô lệ của cô. Hugo, lúc đó đang có kỳ nghỉ cùng gia đình trong không gian, một lần nữa họ phải lên đường ngăn chặn âm mưu của cô, vì họ cần phải hoàn thành năm nhiệm vụ trên Hệ Mặt trời. để thu thập đủ nhiên liệu tàu vũ trụ để chiến đấu vượt qua hạm đội không gian của Scylla để đến căn cứ khai thác của cô ấy cho nổ tung nó cùng với tiểu hành tinh, sau đó họ đuổi theo tàu vũ trụ của Scylla để phá hủy nó trước khi cô có thể quay trở lại Trái Đất. được phát hành với tên Hugo På Rumfart/Hugo: Leg Og Lær 8 ở Đan Mạch, Hugo Avaruudessa ở Phần Lan, Hugo im Weltraum ở Đức, Hugo w kosmosie ở Ba Lan và Кузя в космосе ở Nga.

### Hugo Frog Fighter
Một trò chơi năm 2002 dành cho PlayStation, tương tự như phiên bản nâng cao của Frogger.

### Hugo: Smakkaball
Được phát hành cho PC vào năm 2003. Hugo tham gia một giải đấu thể thao đấu trường "smakkaball" cùng với gia đình, bạn bè và thậm chí cả kẻ thù truyền kiếp của mình. Được phát hành ở Nga với tên gọi Кузя: Троллебол (Kuzya: Trolloboi).

### Hugo: Runamukka
Một trò chơi hành động từ trên xuống trên PC năm 2004.

### Hugo: Penguin Battle
Phát hành năm 2005 cho PC. Trong trò chơi này, Scylla sử dụng phép thuật nhân bản để thành lập một đội quân chim cánh cụt độc ác dẫn đầu bởi các bản sao của chính cô và cố gắng đóng băng toàn bộ thế giới để chinh phục nó. Hugo đang lái chiếc "hugocopter" của mình phải làm tan băng và khôi phục nó, đồng thời ngăn chặn Scylla một lần nữa bằng cách tiêu diệt tất cả các bản sao. Có tựa đề là Hugo: Schlacht im ewigen Eis (Battle in Eternal Ice) ở Đức, Hugo: Bitwa Pingwinów ở Ba Lan và Кузя спасает лето (Hugo/Kuzya Saves Summer) ở Nga.

## Các trò chơi Hugo của các hãng khác

### Hugo(1994, Game Boy)
Hugo  cho Game Boy được Laguna Video Games phát hành dưới dạng tựa rất khác so với loạt phim những năm 1990, mặc dù có cùng tựa.  Trò chơi thực chất là sự chuyển đổi từ Crazy Castle 2 của Kemco. Trong cốt chuyện của trò chơi, vợ của Hugo là Hugolina bị bắt cóc bởi Horned King, người cai trị lâu đài Arbarus (trong một cốt chuyện đang phát triển thông thường hơn của trò chơi, Hugolina đã bị kẻ thù không đội trời chung của Hugo - phù thủy Scylla, giam giữ trong lâu đài), và Hugo phải giải thoát cho cô và đánh bại Nhà vua.

### Hugo: New Year 2
Ban đầu có tựa đề Кузя: Новый год 2, đây là trò chơi nền tảng 2D được phát triển bởi NDS Đan Mạch và được MediaHouse phát hành cho Windows vào năm 2001.

### Hugo: Magic in the Troll Woods
Ban đầu có tựa là Hugo: Magi i Troldeskoven ở Đan Mạch (Hugo - Zauberei im Trollwald ở Đức, Hugo: Magi i Trollskogen ở Thụy Điển). Trò chơi nền tảng này được phát triển bởi Attractive Games và được Krea Medie phát hành vào năm 2009 cho PS2, Wii, Windows và Nintendo DS. Đây là phần khởi động lại hoàn toàn của loạt trò chơi, trong đó có một nhân vật quỷ lùn Hugo khác với tư cách là một phù thủy tập sự ở một thế giới khác.

### Hugo Troldeakademiet: Den Forsvundne Kæmpe
Một trò chơi platform năm 2010 do Krea Medie phát hành cho Nintendo DS ở Đan Mạch, bên cạnh phiên bản tiếng Thụy Điển có tựa đề Hugo: Den Försvunna Jätten. Đây là phần tiếp theo đầu tiên của Hugo: Magic in the Troll Woods.

### Hugo Troldeakademiet: Kampen om Krystalkortet
Còn được gọi là Hugo: The Jacket on the Crystal Map, đây là một trò chơi năm 2010 do Krea Media phát hành cho Nintendo DS và là phần thứ ba trong loạt trò chơi khởi động lại bị hủy bỏ của họ.

### Hugo: Game Factory
Ban đầu có tựa đề là Hugo Spielewerkstatt (các tựa khác bao gồm Hugo: Fabryka Gier ở Ba Lan), đây là một trình tạo trò chơi nền tảng 2D đơn giản được phát triển bởi Krea Medie và được UIG Entertainment phát hành lần đầu vào tháng 12 năm 2010.

### Hugo: The Adventure with English
Một trò chơi điện tử mang tính giáo dục dành cho Windows ban đầu được MediaHouse phát hành ở Nga. Một phiên bản tiếng Ba Lan được Cenega phát hành với tên gọi Hugo: Przygoda z angielskim.

### Hugo: The Adventure with English 2
Một trò chơi điện tử giáo dục của Nga dành cho Windows do MediaHouse phát hành.

### Hugo: De Första Tecknen
Một trò chơi điện tử của Thụy Điển được Krea Medie phát hành cho Windows vào năm 2010 (Hugo: First Signs ở Phần Lan).

### Hugo: Utmaningen i Tornet
Một trò chơi platform của Thụy Điển được Krea Medie phát hành cho Windows vào năm 2010 (Hugo: Tornin Arvoitus ở Phần Lan).

### Hugo World
Một trò chơi quản lý làng freemium do Hugo Games phát hành và ra mắt chính thức vào năm 2014. Trò chơi lấy bối cảnh trong vũ trụ Hugo truyền thống và các nhân vật kinh điển như vợ của Hugo là Hugolina và các con của họ quay trở lại cùng với Scylla và người bạn đồng hành của cô là Don Croco. Được cập nhật lần cuối vào năm 2017 và ngừng sản xuất vào năm 2023.

### Hugo Troll Wars
Một trò chơi chiến lược thời gian thực/phòng thủ tháp trực tuyến theo phong cách Clash of Clans được Hugo Games phát hành cho nhiều nền tảng khác nhau, bao gồm Kindle, Android, iOS, Windows và Facebook, đồng thời ra mắt lần đầu cho các thiết bị iOS vào năm 2013. Trò chơi lấy bối cảnh trong vũ trụ Hugo thay thế, nơi người chơi đóng vai trò là một chỉ huy cho Hugo - Vua quỷ lùn hoặc kẻ thù truyền kiếp của anh là Scylla - Nữ hoàng phù thủy độc ác trong cuộc xung đột vĩnh cửu giữa hai bên. Còn có thêm chế độ nhiều người chơi PvP và các yếu tố xã hội. Được cập nhật lần cuối vào năm 2015 và ngừng hoạt động vào năm 2023.

### Ronaldo & Hugo: Superstar Skaters
Một trò chơi di động endless runner miễn phí được phát triển bởi Fuzzy-Frog Games và được Hugo Games phát hành cho Android và iOS, có sự góp mặt của ngôi sao bóng đá Cristiano Ronaldo.

### Hugo Flower Flush
Một trò chơi điện tử ghép ô do Hugo Games phát hành và ra mắt thử nghiệm cho iOS và Android vào năm 2015. In it, Hugo and Hugolina must collect find the rare Enchanted Flowers before Scylla can use them as ingredients for an evil spell.

### Hugo Troll Race 2: Rail Rush
Phần tiếp theo của Hugo Troll Race ban đầu, một trò chơi endless runner được phát triển bởi Fuzzy-Frog Games và được 5th Planet Games phát hành vào năm 2016 cho Android và iOS. Trong bản sao này của Subway Surfers, người chơi điều khiển Hugo hoặc Hugolina cố gắng giải cứu người kia khỏi bị bắt cóc. Hai giai đoạn xen kẽ liên tục của trò chơi trong đó con quỷ lùn được chọn hoặc lái xe chở mìn để đuổi theo Scylla đang bay bằng chổi, hoặc chạy trốn khỏi mụ phù thủy để đánh bại mụ ta bằng một bùa chú làm chệch hướng thành công.

### Hugo Adventure: The Mystery Islands
Ban đầu được công bố là Hugo Mystery Island.

### Hugo(2016)
Một trò chơi slot trực tuyến được phát triển bởi 5th Planet Games và được Play'n GO phát hành vào ngày 16 tháng 8 năm 2016. Like Hugo Retro Mania, Giống như Hugo Retro Mania, trò chơi dựa trên các kịch bản minigame "Labyrinth" và phần cuối "Ropes" từ chương trình truyền hình gốc và một số trò chơi cổ điển.

### Hugo 2(2018)
Một trò chơi slot trực tuyến được phát triển bởi 5th Planet Games và được Play'n GO phát hành vào ngày 16 tháng 8 năm 2016. Nó là sự chuyển thể từ kịch bản "Ice Cave" từ chương trình truyền hình và một số trò chơi cổ điển.

### Hugo Goal
Một trò chơi slot trực tuyến được phát triển bởi 5th Planet Games và được Play'n GO phát hành vào ngày 31 tháng 5 năm 2018.

### Hugo's Adventure
Trò chơi slot trực tuyến được phát triển bởi 5th Planet Games và được Play'n GO phát hành vào ngày 5 tháng 9 năm 2019.

### Hugo Carts
Một trò chơi va chạm trực tuyến nhiều người chơi do Spearhead Studios phát triển và FunFair Games phát hành với sự hợp tác của chủ sở hữu bản quyền 5th Planet Games vào ngày 29 tháng 9 năm 2022.

### Hugo: Up & Away
Một trò chơi va chạm trực tuyến nhiều người chơi do Spearhead Studios phát triển và FunFair Games phát hành với sự hợp tác của chủ sở hữu bản quyền 5th Planet Games vào ngày 29 tháng 9 năm 2022.

### Hugo Legacy
Một trò chơi slot trực tuyến được Play'n GO phát hành vào ngày 10 tháng 8 năm 2023.